# Micriantha decorata
Micriantha decorata är en fjärilsart som beskrevs av Frivaldsky 1875. Micriantha decorata ingår i släktet Micriantha och familjen nattflyn. Inga underarter finns listade i Catalogue of Life.